# Volo Malaysia Airlines 2133
Il volo Malaysia Airlines 2133 era un volo domestico della Malaysia Airlines operato da un Fokker F27 Mark 050 in servizio fra l'aeroporto di Kota Kinabalu e l'aeroporto di Tawau, in Malaysia, e precipitato al suolo in fase di atterraggio il 15 settembre 1995, provocando la morte di 32 dei 49 passeggeri e di 2 dei 4 membri dell'equipaggio. È stato, fino all'episodio del volo Malaysia Airlines 370 del marzo 2014, il più grave incidente sofferto dalla compagnia aerea di bandiera malese.

## L'aereo
L'aeromobile che operava il volo 2133 era un Fokker F50 con marche 9M-MGH e numero di serie 20174; costruito nel gennaio 1990 negli stabilimenti della Fokker presso l'aeroporto di Amsterdam-Schiphol, nei Paesi Bassi, fu consegnato alla Malaysia Airlines il 24 marzo 1990.

## L'incidente
Il Fokker decollò regolarmente da Kota Kinabalu e alle ore 12:55 del 15 settembre 1995 toccò terra soli 500 metri prima della fine della pista 17, lunga 2 200 metri, dell'aeroporto di Tawau. Durante il tentativo del pilota di rialzarsi in volo, il Fokker perse quota e si schiantò su una baraccopoli nei pressi dell'aeroporto, abbattendo 20 abitazioni e ferendo gravemente una decina di abitanti.Trentaquattro dei presenti a bordo morirono nelle fiamme, mentre i 18 passeggeri superstiti riuscirono ad abbandonare l'aereo attraverso gli scivoli di emergenza. Cinquantatré abitazioni rimasero distrutte dall'incendio lasciando 62 famiglie senza casa.
Il 17 settembre 4 esperti inviati dalla Fokker giunsero per assistere alle indagini preliminari e le scatole nere furono inviate a Londra per essere analizzate.Il 20 maggio 1998 i risultati delle indagini furono pubblicati con la conclusione che l'incidente doveva essere ascritto alla limitata capacità decisionale del pilota e alla mancata osservanza delle procedure operative standard. Al co-pilota venne imputata l'incapacità di avvisare il comandante sulle manovre azzardate che stava compiendo in fase di atterraggio.